# Sperone (cavalleria)

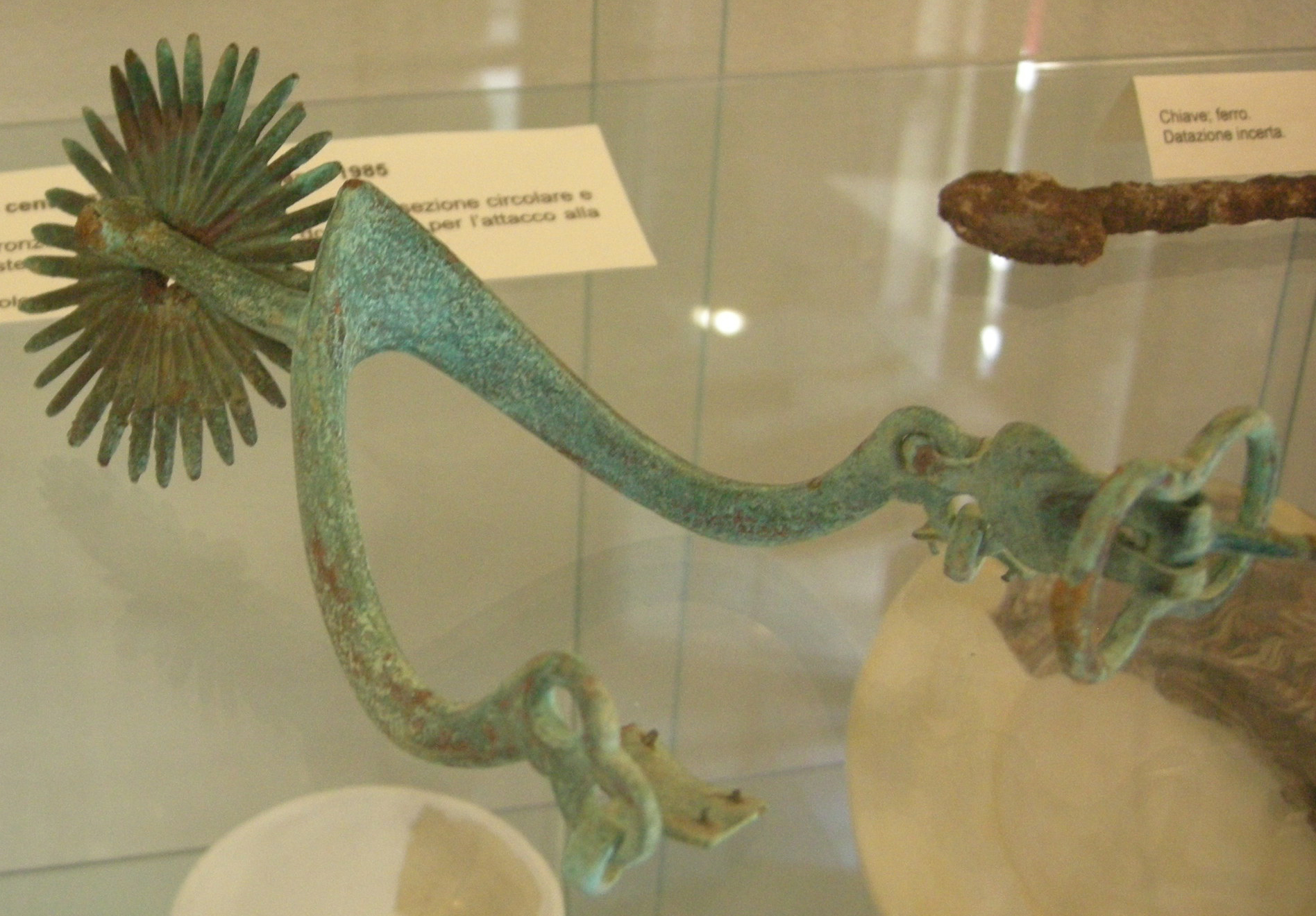
Speroni in bronzo trovati ad Altopascio

Lo sperone è uno strumento usato dai cavalieri allo scopo di spronare, ossia stimolare, il cavallo. Questo particolare strumento, applicato sopra il tacco dello stivale, viene usato sia nella monta western che nella monta inglese e può avere varie forme e dimensioni. Per quanto riguarda la scuola americana, generalmente vengono usati speroni con la punta che termina con una rotella dentata, mentre nella monta inglese i principali tipi di sperone sono: punta a martello, punta quadrata e punta a goccia.

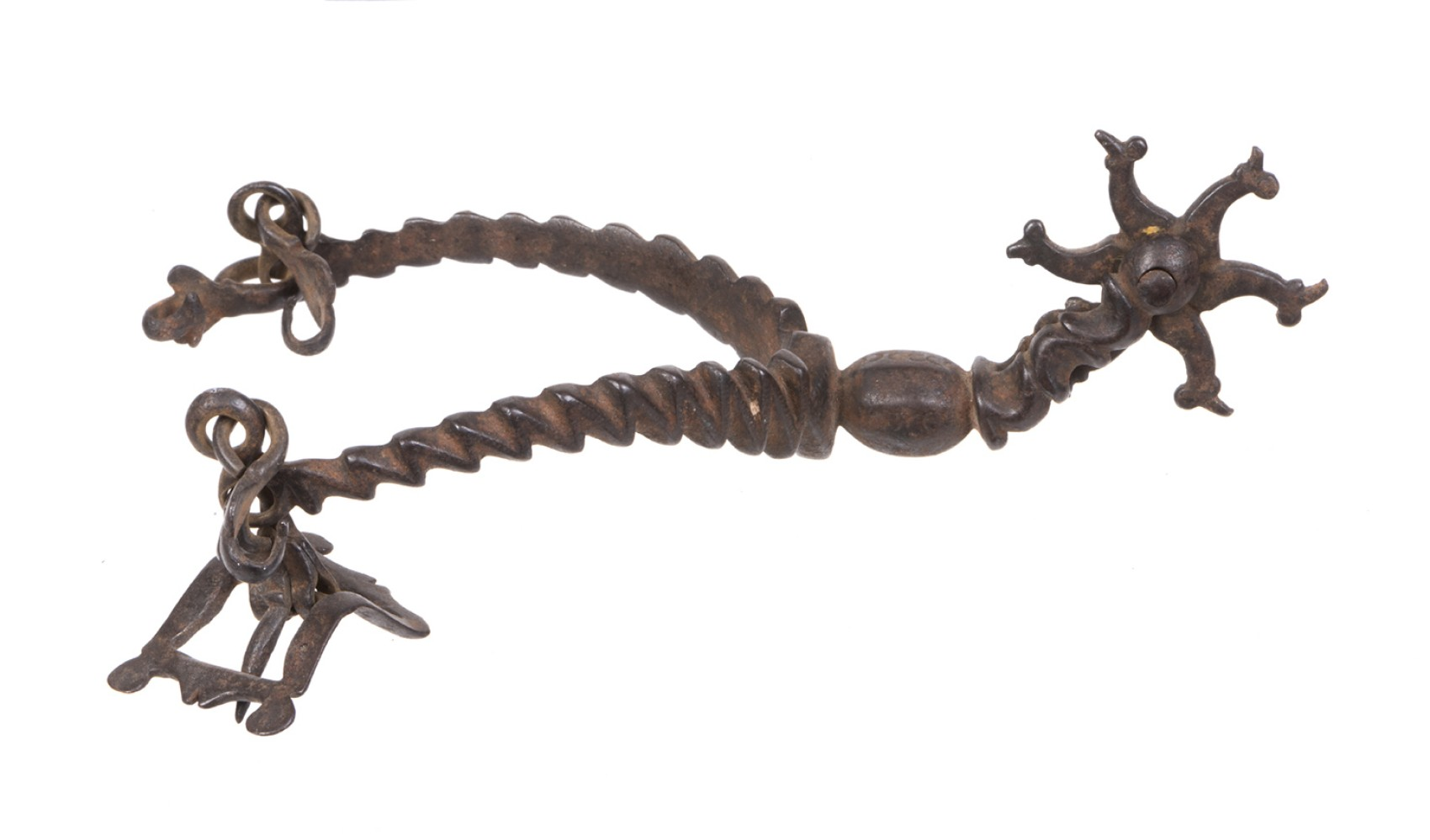
Sperone a rotella di fine Cinquecento, in ferro intagliato a motivi geometrici

I vari tipi si possono trovare in lunghezze diverse (solitamente a partire da 1 cm fino a 3,5/4 cm). Gli speroni non sono accessori puramente decorativi e non sono necessari con tutte le cavalcature. Un uso improprio può fiaccare o ferire il cavallo.